# グランシャリオ門別スプリント
グランシャリオ門別スプリント（グランシャリオもんべつスプリント）は、ホッカイドウ競馬で施行される地方競馬の重賞競走。正式名称は「雪印メグミルク杯 グランシャリオ門別スプリント」。

## 概要
2011年に創設された地方競馬スーパースプリントシリーズ(2023年をもって廃止)のトライアルとして、同年より行われている。優勝馬には同ファイナル（習志野きらっとスプリント）への優先出走権が与えられていた。
短距離戦の充実を目的として創設された同シリーズであるものの、ホッカイドウ競馬では従前より短距離戦が充実しており、当競走は短距離重賞競走のエトワール賞や北海道スプリントカップから続いて施行されるオープン特別の短距離競走であった（2011年 - 2014年現在。2015年はエトワール賞はグランシャリオ門別スプリントよりも後に施行）。
2015年より重賞競走に格上げされ、H3に格付けされた。回次は同年が第1回となる。
2015年までは北海道および岩手所属による競走であったが、岩手地区トライアルに早池峰スーパースプリントが設定された2016年に北海道所属限定に条件が変更された。
2020年からはH2に格上げされた。また、同年よりレース名が「雪印メグミルク杯 グランシャリオ門別スプリント」となる。
2021年にJBC協会の支援の下で創設された「カウントアップチャレンジ」のスプリント部門「カウントアップS」に組み込まれる。
2023年にH3へ格下げとなった。

### 条件・賞金等（2025年）
出走資格
サラブレッド系3歳以上オープン、北海道所属
負担重量
別定。3歳54kg、4歳以上57kg（牝馬2kg減）。
賞金等
賞金額は1着500万円、2着140万円、3着105万円、4着70万円、5着35万円
スタリオンシリーズに指定されており、タワーオブロンドンの次年度配合権利が優勝馬生産牧場への副賞となっている。

## 過去の副賞
スタリオンシリーズ競走に指定されており、以下に掲げる種牡馬の種付権が副賞として贈られている。
| 年     | 種牡馬             | 付与対象者 | 出典   |
| ------ | ------------------ | ---------- | ------ |
| 2011年 | フレンチデピュティ |            | [ 9 ]  |
| 2012年 | エイシンデピュティ |            | [ 10 ] |
| 2013年 | ファスリエフ       | 馬主       | [ 11 ] |
| 2014年 | グラスワンダー     | 生産牧場   | [ 12 ] |
| 2015年 | エスポワールシチー | 生産牧場   | [ 4 ]  |
| 2016年 | タートルボウル     | 生産牧場   | [ 13 ] |
| 2017年 | ミッキーアイル     | 生産牧場   |        |
| 2018年 | ミッキーアイル     | 生産牧場   |        |
| 2019年 | ミッキーアイル     | 生産牧場   |        |
| 2020年 | ミッキーアイル     | 生産牧場   |        |
| 2021年 | タワーオブロンドン | 生産牧場   |        |
| 2022年 | タワーオブロンドン | 生産牧場   | [ 14 ] |
| 2023年 | タワーオブロンドン | 生産牧場   | [ 15 ] |
| 2024年 | タワーオブロンドン | 生産牧場   |        |

## 歴代優勝馬
※Rはコースレコードを示す。

### 特別競走（2011年 - 2014年）
| 施行日        | 開催地 | 距離  | 頭数 | 優勝馬           | 性齢 | 所属   | タイム | 優勝騎手 | 管理調教師 |
| ------------- | ------ | ----- | ---- | ---------------- | ---- | ------ | ------ | -------- | ---------- |
| 2011年6月30日 | 門別   | 1000m | 12頭 | パフォーマンス   | 牡3  | 北海道 | 1:00.6 | 井上俊彦 | 田中正二   |
| 2012年7月3日  | 門別   | 1000m | 8頭  | アグネスポライト | 牡8  | 北海道 | 59.9   | 桑村真明 | 佐久間雅貴 |
| 2013年6月25日 | 門別   | 1000m | 7頭  | アウヤンテプイ   | 牡4  | 北海道 | 59.4   | 井上俊彦 | 原孝明     |
| 2014年6月26日 | 門別   | 1000m | 11頭 | アウヤンテプイ   | 牡5  | 北海道 | 1:00.6 | 宮崎光行 | 原孝明     |

### 重賞競走（2015年 - ）
| 回 | 施行日        | 開催地 | 距離  | 頭数 | 優勝馬             | 性齢 | 所属   | タイム | 優勝騎手 | 管理調教師 |
| -- | ------------- | ------ | ----- | ---- | ------------------ | ---- | ------ | ------ | -------- | ---------- |
| 1  | 2015年6月25日 | 門別   | 1000m | 8頭  | ポアゾンブラック   | 牡6  | 北海道 | 59.6   | 阪野学   | 田中淳司   |
| 2  | 2016年6月23日 | 門別   | 1000m | 10頭 | ケイアイユニコーン | 牡7  | 北海道 | 59.9   | 松井伸也 | 安田武広   |
| 3  | 2017年6月21日 | 門別   | 1000m | 13頭 | タイセイバンデット | 牡6  | 北海道 | 1:00.6 | 岩橋勇二 | 田中淳司   |
| 4  | 2018年7月5日  | 門別   | 1000m | 13頭 | カツゲキライデン   | 牡7  | 北海道 | 1:00.0 | 桑村真明 | 廣森久雄   |
| 5  | 2019年7月4日  | 門別   | 1000m | 12頭 | メイショウアイアン | 牡9  | 北海道 | R58.6  | 落合玄太 | 田中淳司   |
| 6  | 2020年7月2日  | 門別   | 1000m | 8頭  | アザワク           | 牝3  | 北海道 | R58.4  | 小野楓馬 | 角川秀樹   |
| 7  | 2021年6月29日 | 門別   | 1000m | 10頭 | アザワク           | 牝4  | 北海道 | 1:00.0 | 桑村真明 | 角川秀樹   |
| 8  | 2022年7月5日  | 門別   | 1000m | 10頭 | アザワク           | 牝5  | 北海道 | 58.7   | 桑村真明 | 角川秀樹   |
| 9  | 2023年7月4日  | 門別   | 1000m | 11頭 | スペシャルエックス | 牡3  | 北海道 | 1:00.3 | 岩橋勇二 | 田中淳司   |
| 10 | 2024年6月6日  | 門別   | 1000m | 9頭  | ストリーム         | 牡3  | 北海道 | 1:00.2 | 岩橋勇二 | 田中淳司   |
| 11 | 2025年6月5日  | 門別   | 1000m | 7頭  | ストリーム         | 牡4  | 北海道 | 59.7   | 岩橋勇二 | 田中淳司   |

競走結果の出典
- KEIBA.GO.JP（地方競馬全国協会）
  - 2011年, 2012年, 2013年, 2014年,
  - グランシャリオ門別スプリント　歴代優勝馬
- JBISサーチ
  - 2015年、2016年、2017年、2018年、2019年、2020年、2021年、2022年、2023年、2024年、2025年